# Yayantique
Yayantique è un comune del dipartimento di La Unión, in El Salvador.